# Lothar J. Riedl
Lothar Josef Riedl (* 26. April 1964 in Wals-Siezenheim) ist ein österreichischer Fernsehproduzent.

## Leben
Nach dem Studium der Politikwissenschaften, Publizistik und Kommunikationswissenschaft mit Schwerpunkt Film an der Universität Salzburg und Ausbildungen beim ORF, an der New York Film Academy (New York City) und beim Hollywood Acting Workshop (Los Angeles) arbeitete er zunächst als Abteilungsleiter bei der Bavaria Film Gruppe (München), als Leiter des EuroPrix Teams bei der Salzburg Research GmbH (Salzburg), bevor er das Studio für den Fernsehsender Jedermann TV baute und die Leitung des technischen Personals und die online-Redaktion übernahm. Fernseh-Produktionen für arte, ATV, BBC, Bayerischer Rundfunk, NDR, ORF und Servus TV folgten.
Seit 2016 lehrt Riedl an der Fachhochschule St. Pölten. Seit 2017 ist er allgemein beeideter und gerichtlich zertifizierter Sachverständiger für die Sachgebiete Fernsehen, Film, Kino, Video. Er ist Mitglied der Austrian Directors Association (ADA). 2012 wurde Riedl mit dem Lifelong Learning Award ausgezeichnet.
Riedl ist Gründer der Riedl.TV and Film Production.

## Filmografie

### Dokumentarfilme
- 2015: Einer von uns, Regie, erster Preis Oberösterreich im Film[7]
- 2018: Allentsteig – ein heimliches Naturparadies, Produzent[8]
- 2019: Das Gesäuse – Schroffe Gipfel, tiefe Schluchten, wilde Wasser, Produzent[9]
- 2020: Dritte Dimension, Regie[10]

### Kurzfilme
- 2020: Short Trip, Regie[11]

### Musikvideos
- 2015: I give you my hands, Musikvideopreis Wellington-Festival, Florida[12]